# Ochrolechia
Genre
Ochrolechia est un genre de lichen de la famille des Pertusariaceae. Ce sont des lichens crustacés caractérisés par de grandes apothécies avec de larges bords entourant un disque ocre ou de couleur chair. Ils vivent souvent sur d'autres lichens ou sur des mousses.

## Espèces
- Ochrolechia africana, Vainio, 1926
- Ochrolechia androgyna, (Hoffm.) Arnold, 1885
- Ochrolechia antillarum, Brodo, 1991
- Ochrolechia arborea, (Kreyer) Almb., 1952
- Ochrolechia bryophaga, (Erichsen) K. Schmitz & Lumbsch, 1994
- Ochrolechia farinacea, G.E. Howard, 1970
- Ochrolechia frigida, (Sw.) Lynge, 1928
- Ochrolechia gowardii, Brodo, 1991
- Ochrolechia grimmiae, Lynge, 1928
- Ochrolechia groenlandica, Verseghy, 1962
- Ochrolechia gyalectina, (Nyl.) Zahlbr.
- Ochrolechia inaequatula, (Nyl.) Zahlbr., 1913
- Ochrolechia juvenalis, Brodo, 1991
- Ochrolechia laevigata, (Räsänen) Verseghy ex Brodo, 1962
- Ochrolechia mexicana, Vainio
- Ochrolechia montana, Brodo, 1991
- Ochrolechia oregonensis, H. Magn., 1939
- Ochrolechia parella (L.) A. Massal. 1852
- Ochrolechia pseudopallescens, Brodo, 1991
- Ochrolechia rhodoleuca, (Th. Fr.) Brodo, 1988
- Ochrolechia splendens, Lumbsch & Messuti, 2003
- Ochrolechia subathallina, H. Magn., 1940
- Ochrolechia subisidiata, Brodo, 1991
- Ochrolechia subpallescens, Verseghy, 1962
- Ochrolechia subplicans, (Nyl.) Brodo
- Ochrolechia szatalaensis, Verseghy, 1958
- Ochrolechia tartarea, (L.) A. Massal., 1928
- Ochrolechia trochophora, (Vainio) Oshio, 1968
- Ochrolechia turneri, (Sm.) Hasselrot, 1945
- Ochrolechia upsaliensis, (L.) A. Massal.
- Ochrolechia xanthostoma, (Sommerf.) K. Schmitz & Lumbsch, 1994
- Ochrolechia yasudae, Vainio, 1918